# Carottage

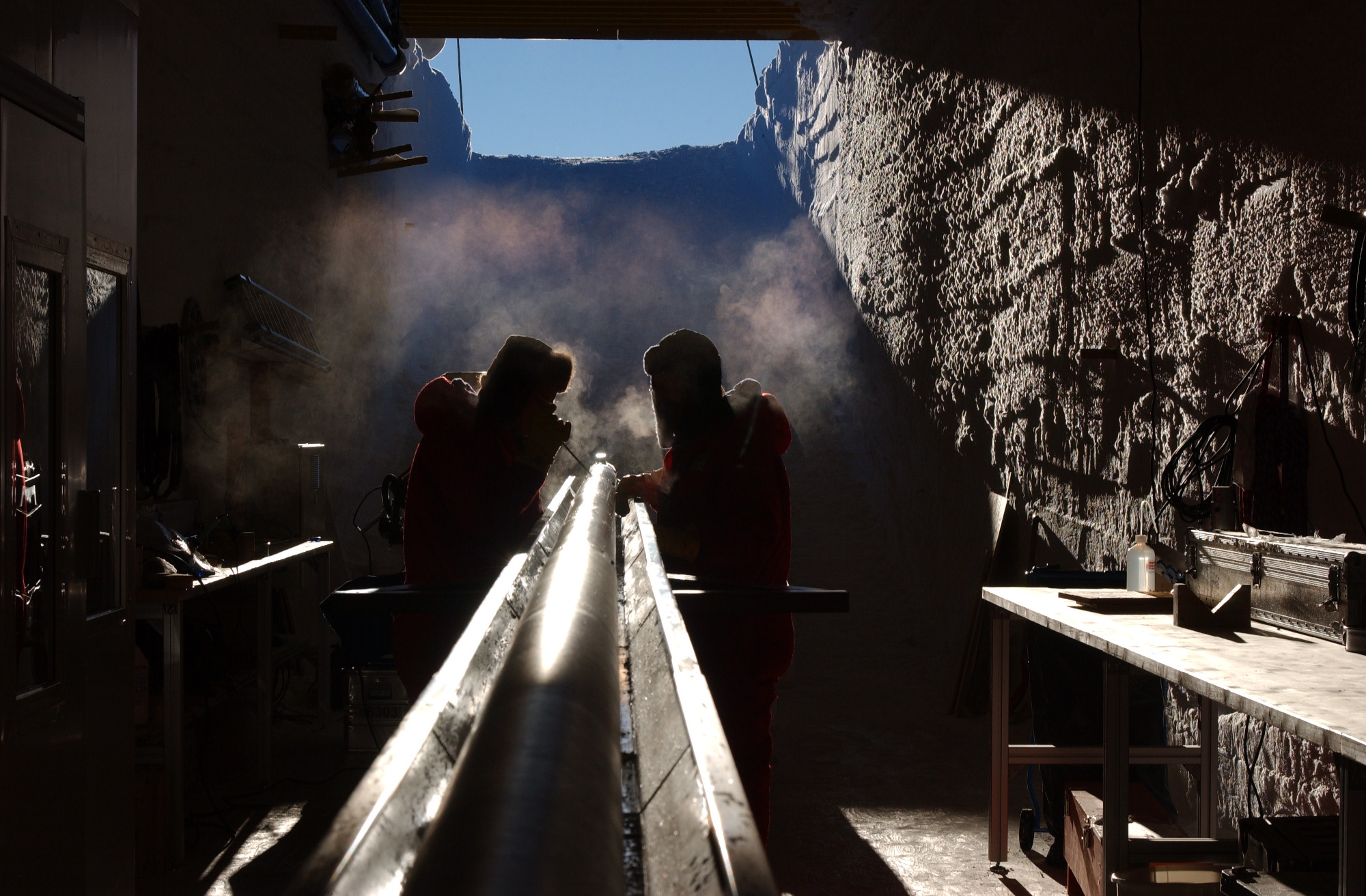
Préparation d'un carottage dans la glace. Au premier plan, le carottier.

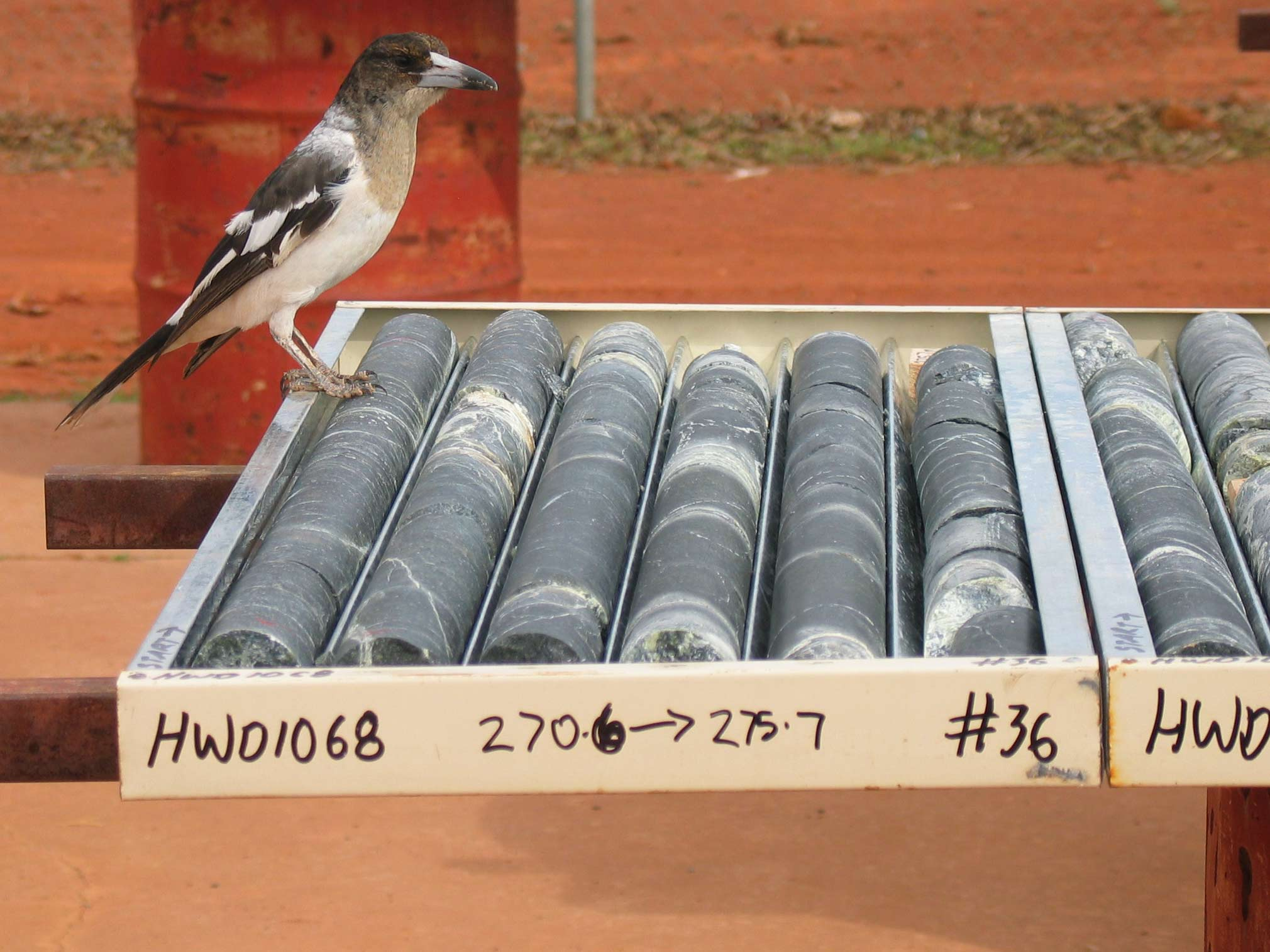
Carottes géologiques classées dans des boîtes spécifiques (core box).

Le carottage (en anglais diamond drilling, ou core drilling) est un type de forage d'exploration, visant à prélever un échantillon du sous-sol terrestre ou marin obtenu à l'aide d'un tube appelé carottier que l'on fait pénétrer dans le sous-sol . L'échantillon ainsi obtenu s'appelle une carotte (par analogie avec la racine de la plante du même nom, la carotte). Celle-ci est qualifiée d'échantillon stratigraphiquement représentatif, donc non perturbé.
Le carottage est utilisé dans de nombreux domaines.

## Le carottage en océanographie
Le carottage en océanographie est utilisé pour échantillonner sous le sol marin.  

## Le carottage dans le BTP
Dans le domaine du bâtiment, on appelle carottage tout percement circulaire d'un matériau effectué à l'aide d'une carotteuse. Le percement est fait dans un mur ou une dalle, dans un matériau plein et dur : béton, brique, pierre, etc. Son diamètre est en général compris entre 1 cm et 60 cm. 
Il s'effectue généralement pour permettre un passage de conduite de plomberie, de chauffage ou de ventilation. Plus rarement il sert à prélever un échantillon afin de tester le résistance du matériau. 

## Le carottage en exploration pétrolière et minière

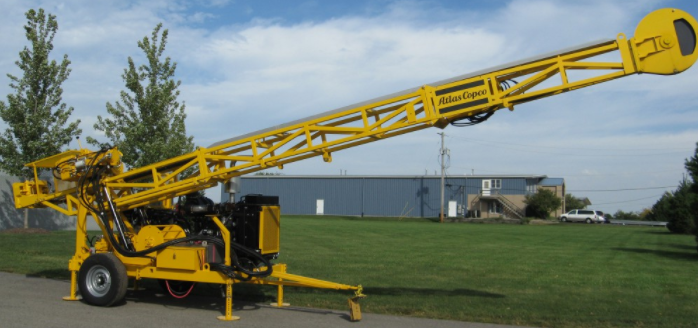
Foreuse Atlas Copco CS1000P4 permettant des opérations de carottage.

Dans la phase d'exploration d'une concession minière, l'exploitant peut mener une campagne de carottage pour compléter les données sismiques du sous-sol. Les carottes obtenues sont une source d'informations permettant de préciser :
- la profondeur des couches géologiques d'intérêt ;
- la lithologie des roches contenues dans les carottes : dureté, porosité, présence de fossiles;
- les paramètres géologiques du sous-sol : présence de cavités, nappes phréatiques, failles ;
- la qualité (grading en anglais) du minérai par tests sur place ou en laboratoire (par exemple: taux d'hydrocarbures d'une carotte de grès, teneur en or d'une carotte de schiste).

En fonction de ces informations, la société exploitante peut ensuite ajuster la campagne de production.

## Diamètres standards
Il y a cinq principales dimensions de carottier : AQ, BQ, NQ, HQ, PQ. Un plus grand diamètre permet d'extraire des carottes plus importantes donc d'autant plus d'information, par contre forer avec un plus gros diamètre consomme plus d'énergie (maintenance de la foreuse plus importante). 
Le diamètre interne du carottier correspond au diamètre de la carotte forée. 
| Dimensions | Externe diamètre, mm | Interne diamètre, mm |
| ---------- | -------------------- | -------------------- |
| AQ         | 48                   | 27                   |
| BQ         | 60                   | 36.5                 |
| NQ         | 75.7                 | 47.6                 |
| HQ         | 96                   | 63.5                 |
| PQ         | 122.6                | 85                   |